# Rhinogobius lanyuensis
Rhinogobius lanyuensis és una espècie de peix de la família dels gòbids i de l'ordre dels perciformes.

## Morfologia
- Els mascles poden assolir 6,7 cm de longitud total.
- Nombre de vèrtebres: 26.[1]

## Hàbitat
És un peix d'aigua dolça i de clima subtropical.

## Distribució geogràfica
Es troba a Àsia: Taiwan i la Xina.

## Observacions
És inofensiu per als humans.